# UEFA Women's Champions League 2017-2018
La UEFA Women's Champions League 2017-2018 è stata la diciassettesima edizione del campionato europeo di calcio per club femminile. Il torneo è iniziato il 22 agosto 2017 e si è conclusa il 24 maggio 2018 con la finale, che si svolge allo Stadio Dynamo Lobanovs'kyj di Kiev, in Ucraina. L'Olympique Lione ha vinto  il trofeo per la quinta volta nella sua storia, terza consecutiva, battendo il Wolfsburg dopo i tempi supplementari.

## Formato
Partecipano al torneo 2017-2018 un totale di 61 squadre provenienti da 49 diverse federazioni affiliate alla UEFA. Il coefficiente UEFA viene utilizzato per determinare il numero di partecipanti per ogni federazione:
- Le federazioni alle posizioni di classifica dalla numero 1 alla numero 12 hanno il diritto di iscrizione di due squadre.
- Tutte le altre federazioni hanno la facoltà di iscrivere una sola squadra alla fase di qualificazione.
- La vincitrice dell'edizione 2016-2017 acquisisce di diritto di iscrizione anche se nella stagione nazionale 2016-2017 non è riuscita a qualificarsi per il torneo. Dato che l'Olympique Lione ha vinto la stagione di Division 1 Féminine 2016-2017, questa regola non si è applicata.

## Ranking
Per l'edizione 2017-2018 della UEFA Women's Champions League, alle squadre sono assegnati posti in base al loro coefficiente all'anno 2016, il quale tiene conto delle loro prestazioni in competizioni europee dalla stagione 2011-2012 a quella 2015-2016.
| Pos. | Federazione     | Coeff. | Sq. |
| ---- | --------------- | ------ | --- |
| 1    | Germania        | 89,500 | 2   |
| 2    | Francia         | 77,000 | 2   |
| 3    | Svezia          | 65,500 | 2   |
| 4    | Inghilterra     | 51,000 | 2   |
| 5    | Spagna          | 41,500 | 2   |
| 6    | Russia          | 40,500 | 2   |
| 7    | Italia          | 38,500 | 2   |
| 8    | Danimarca       | 38,500 | 2   |
| 9    | Repubblica Ceca | 35,000 | 2   |
| 10   | Austria         | 30,500 | 2   |
| 11   | Scozia          | 30,000 | 2   |
| 12   | Norvegia        | 28,500 | 2   |
| 13   | Svizzera        | 28,000 | 1   |
| 14   | Paesi Bassi     | 20,000 | 1   |
| 15   | Kazakistan      | 19,000 | 1   |
| 16   | Cipro           | 18,000 | 1   |
| 17   | Belgio          | 17,000 | 1   |
| 18   | Polonia         | 16,500 | 1   |
| 19   | Islanda         | 16,500 | 1   |

| Pos. | Federazione          | Coeff. | Sq. |
| ---- | -------------------- | ------ | --- |
| 20   | Romania              | 16,000 | 1   |
| 21   | Serbia               | 15,000 | 1   |
| 22   | Ungheria             | 13,500 | 1   |
| 23   | Finlandia            | 13,000 | 1   |
| 24   | Turchia              | 11,500 | 1   |
| 25   | Irlanda              | 11,000 | 1   |
| 26   | Bosnia ed Erzegovina | 11,000 | 1   |
| 27   | Portogallo           | 10,500 | 1   |
| 28   | Lituania             | 10,500 | 1   |
| 29   | Bielorussia          | 10,000 | 1   |
| 30   | Ucraina              | 10,000 | 1   |
| 31   | Slovenia             | 9,000  | 1   |
| 32   | Croazia              | 9,000  | 1   |
| 33   | Grecia               | 8,500  | 1   |
| 34   | Israele              | 8,000  | 1   |
| 35   | Bulgaria             | 6,500  | 1   |
| 36   | Estonia              | 6,000  | 1   |
| 37   | Slovacchia           | 5,500  | 1   |

| Pos. | Federazione      | Coeff. | Sq.  |
| ---- | ---------------- | ------ | ---- |
| 38   | Irlanda del Nord | 3,000  | 1    |
| 39   | Fær Øer          | 3,000  | 1    |
| 40   | Macedonia        | 3,000  | 1    |
| 41   | Galles           | 2,000  | 1    |
| 42   | Albania          | 1,500  | 1    |
| 43   | Lettonia         | 1,000  | 1    |
| 44   | Montenegro       | 1,000  | 1    |
| 45   | Malta            | 0,500  | 1    |
| 46   | Moldavia         | 0,000  | 1    |
| 47   | Lussemburgo      | 0,000  | 1    |
| 48   | Georgia          | 0,000  | 1    |
| (NP) | Kosovo           | 0,000  | 1    |
| (NP) | Andorra          | 0,000  | (NI) |
| (NP) | Armenia          | 0,000  | (NI) |
| (NP) | Azerbaigian      | 0,000  | (NI) |
| (NP) | Gibilterra       | 0,000  | (NI) |
| (NP) | Liechtenstein    | 0,000  | (NI) |
| (NP) | San Marino       | 0,000  | (NI) |

Legenda:
- (NI) - Non partecipa
- (NP) - Nessuna posizione (l'associazione non ha partecipato alle cinque stagioni utilizzate per il calcolo dei coefficienti)

## Squadre partecipanti
La seguente lista contiene le squadre qualificate per il torneo e che competeranno per l'edizione in corso. Con DT si è indicata la detentrice del titolo, con CN la squadra campione nazionale, con 2ª la seconda classificata. La Georgia torna a iscrivere la squadra campione nazionale per la prima volta dall'edizione 2010-2011. La squadra faroese del KÍ Klaksvík continua ad essere la squadra che ha partecipato a tutte le edizioni. Lo Zurigo, secondo classificato in Lega Nazionale A, ha preso il posto dei campioni del Neunkirch, ritiratisi dalle competizioni.
| Sedicesimi di finale    | Sedicesimi di finale  | Sedicesimi di finale      | Sedicesimi di finale   |
| ----------------------- | --------------------- | ------------------------- | ---------------------- |
| Wolfsburg (CN)          | Bayern Monaco (2ª)    | Olympique Lione (CN) (DT) | Montpellier (2ª)       |
| Linköping (CN)          | Rosengård (2ª)        | Manchester City (CN)      | Chelsea (2ª)           |
| Atletico Madrid (CN)    | Barcellona (2ª)       | Rossijanka (CN)           | Zvezda 2005 Perm' (2ª) |
| Fiorentina (CN)         | Brescia (2ª)          | Brøndby (CN)              | Fortuna Hjørring (2ª)  |
| Slavia Praga (CN)       | Sparta Praga (2ª)     | St. Pölten (CN)           | Glasgow City (CN)      |
| LSK Kvinner FK (CN)     |                       |                           |                        |
| Fase di qualificazione  |                       |                           |                        |
| Sturm Graz (2ª)         | Hibernian (2ª)        | Avaldsnes (2ª)            | Zurigo (2ª)            |
| Ajax (CN)               | BIIK Kazygurt (CN)    | Apollon Limassol (CN)     | Standard Liegi (CN)    |
| Medyk Konin (CN)        | Stjarnan (CN)         | Olimpia Cluj (CN)         | Spartak Subotica (CN)  |
| MTK Hungária (CN)       | PK-35 Vantaa (CN)     | Konak (CN)                | Shelbourne (CN)        |
| SFK 2000 (CN)           | Sporting Lisbona (CN) | Gintra Universitetas (CN) | Minsk (CN)             |
| Žytlobud-2 Charkiv (CN) | Olimpia Lubiana (CN)  | Osijek (CN)               | PAOK Salonicco (CN)    |
| Kiryat Gat (CN)         | NSA Sofia (CN)        | Pärnu (CN)                | Partizán Bardejov (CN) |
| Linfield Ladies (CN)    | KÍ Klaksvík (CN)      | Istatov (CN)              | Swansea City (CN)      |
| Vllaznia (CN)           | Rīgas FS (CN)         | Breznica (CN)             | Birkirkara (CN)        |
| Noroc Nimoreni (CN)     | Bettembourg (CN)      | Hajvalia (CN)             | Martve (CN)            |

## Turni e sorteggi
L'UEFA ha fissato il calendario della competizione e gli abbinamenti che saranno necessari nello svolgersi del torneo nella sua sede di Nyon, Svizzera.
| Turno          | Sorteggio         | Andata                                             | Ritorno                                            |
| -------------- | ----------------- | -------------------------------------------------- | -------------------------------------------------- |
| Qualificazioni | 23 giugno 2017    | 22-28 agosto 2017                                  | 22-28 agosto 2017                                  |
| Sedicesimi     | 1º settembre 2017 | 4-5 ottobre 2017                                   | 11-12 ottobre 2017                                 |
| Ottavi         | 16 ottobre 2017   | 8-9 novembre 2017                                  | 15-16 novembre 2017                                |
| Quarti         | 24 novembre 2017  | 21-22 marzo 2018                                   | 28-29 marzo 2018                                   |
| Semifinali     | 24 novembre 2017  | 21-22 aprile 2018                                  | 28-29 aprile 2018                                  |
| Finale         | 24 novembre 2017  | 24 maggio 2018 al Stadio Dynamo Lobanovs'kyj, Kiev | 24 maggio 2018 al Stadio Dynamo Lobanovs'kyj, Kiev |

## Qualificazioni
Il sorteggio per il turno di qualificazione si è tenuto il 23 giugno 2017. Le 40 squadre che partecipano ai preliminari sono state divise in quattro fasce da dieci per il sorteggio in base al coefficiente UEFA del club, il quale tiene conto delle prestazioni nelle competizioni europee dalla stagione 2012-2013 alla 2016-2017 più il 33% del valore del coefficiente assegnato alla federazione nello stesso intervallo di tempo. In ogni gruppo, le squadre giocano una contro l'altra in un mini-torneo all'italiana con le teste di serie preselezionate. Le dieci vincitrici dei gironi e la migliore seconda acquisiscono il diritto di accedere ai sedicesimi di finale.
In caso di parità di punti tra due o più squadre di uno stesso gruppo, le posizioni in classifica verranno determinate prendendo in considerazione, nell'ordine, i seguenti criteri:
1. maggiore numero di punti negli scontri diretti tra le squadre interessate (classifica avulsa);
2. migliore differenza reti negli scontri diretti tra le squadre interessate (classifica avulsa);
3. maggiore numero di reti segnate negli scontri diretti tra le squadre interessate (classifica avulsa);
4. se, dopo aver applicato i criteri dall'1 al 3, ci sono squadre ancora in parità di punti, i criteri dall'1 al 3 si riapplicano alle sole squadre in questione. Se continua a persistere la parità, si procede con i criteri dal 5 al 9;
5. migliore differenza reti;
6. maggiore numero di reti segnate;
7. calci di rigore se le due squadre sono a parità di punti al termine dell'ultima giornata;
8. classifica del fair play;
9. posizione nel ranking UEFA.

N.B. Nella dicitura dei gironi viene indicata in corsivo la squadra ospitante.

### Gruppo 1
| Squadra              | Pt | G | V | N | P | GF | GS | DR  |
| -------------------- | -- | - | - | - | - | -- | -- | --- |
| Gintra Universitetas | 9  | 3 | 3 | 0 | 0 | 13 | 1  | +12 |
| Konak                | 6  | 3 | 2 | 0 | 1 | 11 | 4  | +7  |
| Partizán Bardejov    | 3  | 3 | 1 | 0 | 2 | 4  | 9  | -5  |
| Martve               | 0  | 3 | 0 | 0 | 3 | 0  | 14 | -14 |

|                      | GIN   | KON   | MAR   | PAR   |
| -------------------- | ----- | ----- | ----- | ----- |
| Gintra Universitetas |       |       | 6 - 0 | 4 - 0 |
| Konak Belediyespor   | 1 - 3 |       | 5 - 0 |       |
| Martve               |       |       |       | 0 - 3 |
| Partizán Bardejov    |       | 1 - 5 |       |       |

### Gruppo 2
| Squadra            | Pt | G | V | N | P | GF | GS | DR  |
| ------------------ | -- | - | - | - | - | -- | -- | --- |
| Olimpia Cluj       | 7  | 3 | 2 | 1 | 0 | 5  | 1  | +4  |
| Hibernian          | 5  | 3 | 1 | 2 | 0 | 7  | 2  | +5  |
| Žytlobud-2 Charkiv | 4  | 3 | 1 | 1 | 1 | 10 | 2  | +8  |
| Swansea City       | 0  | 3 | 0 | 0 | 3 | 0  | 17 | -17 |

|                    | HIB   | OLI   | SWA   | ŽYT   |
| ------------------ | ----- | ----- | ----- | ----- |
| Hibernian          |       | 1 - 1 | 5 - 0 |       |
| Olimpia Cluj       |       |       | 3 - 0 | 1 - 0 |
| Swansea City       |       |       |       | 0 - 9 |
| Žytlobud-2 Charkiv | 1 - 1 |       |       |       |

### Gruppo 3
| Squadra        | Pt | G | V | N | P | GF | GS | DR  |
| -------------- | -- | - | - | - | - | -- | -- | --- |
| Ajax           | 9  | 3 | 3 | 0 | 0 | 11 | 1  | +10 |
| Standard Liegi | 6  | 3 | 2 | 0 | 1 | 10 | 3  | +7  |
| Pärnu          | 3  | 3 | 1 | 0 | 2 | 3  | 4  | -1  |
| Rīgas FS       | 0  | 3 | 0 | 0 | 3 | 0  | 16 | -16 |

|                | AJA   | PÄR   | RĪG   | STA   |
| -------------- | ----- | ----- | ----- | ----- |
| Ajax           |       |       | 6 - 0 | 3 - 0 |
| Pärnu          | 1 - 2 |       |       |       |
| Rīgas FS       |       | 0 - 2 |       |       |
| Standard Liegi |       | 2 - 0 | 8 - 0 |       |

### Gruppo 4
| Squadra         | Pt | G | V | N | P | GF | GS | DR |
| --------------- | -- | - | - | - | - | -- | -- | -- |
| Medyk Konin     | 7  | 3 | 2 | 1 | 0 | 6  | 2  | +4 |
| Shelbourne      | 5  | 3 | 1 | 2 | 0 | 3  | 1  | +2 |
| PK-35 Vantaa    | 4  | 3 | 1 | 1 | 1 | 2  | 2  | 0  |
| Linfield Ladies | 0  | 3 | 0 | 0 | 3 | 2  | 8  | -6 |

|                 | LIN   | MED   | PKV   | SHE   |
| --------------- | ----- | ----- | ----- | ----- |
| Linfield Ladies |       |       |       | 1 - 3 |
| Medyk Konin     | 4 - 1 |       |       | 0 - 0 |
| PK-35 Vantaa    | 1 - 0 | 1 - 2 |       |       |
| Shelbourne      |       |       | 0 - 0 |       |

### Gruppo 5
| Squadra          | Pt | G | V | N | P | GF | GS | DR  |
| ---------------- | -- | - | - | - | - | -- | -- | --- |
| Apollon Limassol | 9  | 3 | 3 | 0 | 0 | 14 | 1  | +13 |
| Sturm Graz       | 6  | 3 | 2 | 0 | 1 | 8  | 5  | +3  |
| NSA Sofia        | 3  | 3 | 1 | 0 | 2 | 2  | 7  | -5  |
| Noroc Nimoreni   | 0  | 3 | 0 | 0 | 3 | 0  | 11 | -11 |

|                  | APO   | NOR   | NSA   | STU   |
| ---------------- | ----- | ----- | ----- | ----- |
| Apollon Limassol |       | 6 - 0 | 4 - 0 |       |
| Noroc Nimoreni   |       |       | 0 - 1 |       |
| NSA Sofia        |       |       |       | 1 - 3 |
| Sturm Graz       | 1 - 4 | 4 - 0 |       |       |

### Gruppo 6
| Squadra         | Pt | G | V | N | P | GF | GS | DR  |
| --------------- | -- | - | - | - | - | -- | -- | --- |
| Minsk           | 7  | 3 | 2 | 1 | 0 | 13 | 0  | +13 |
| Zurigo          | 7  | 3 | 2 | 1 | 0 | 7  | 1  | +6  |
| Olimpia Lubiana | 3  | 3 | 1 | 0 | 2 | 2  | 7  | -5  |
| Birkirkara      | 0  | 3 | 0 | 0 | 3 | 0  | 14 | -14 |

|                 | BIR   | MIN   | OLI   | ZUR   |
| --------------- | ----- | ----- | ----- | ----- |
| Birkirkara      |       |       | 0 - 1 |       |
| Minsk           | 8 - 0 |       |       | 0 - 0 |
| Olimpia Lubiana |       | 0 - 5 |       |       |
| Zurigo          | 5 - 0 |       | 2 - 1 |       |

### Gruppo 7
| Squadra     | Pt | G | V | N | P | GF | GS | DR  |
| ----------- | -- | - | - | - | - | -- | -- | --- |
| Stjarnan    | 9  | 3 | 3 | 0 | 0 | 21 | 0  | +21 |
| Osijek      | 6  | 3 | 2 | 0 | 1 | 11 | 1  | +10 |
| KÍ Klaksvík | 3  | 3 | 1 | 0 | 2 | 6  | 14 | -8  |
| Istatov     | 0  | 3 | 0 | 0 | 3 | 1  | 24 | -23 |

|             | IST    | KÍK   | OSI   | STJ   |
| ----------- | ------ | ----- | ----- | ----- |
| Istatov     |        | 1 - 6 |       |       |
| KÍ Klaksvík |        |       | 0 - 4 |       |
| Osijek      | 7 - 0  |       |       | 0 - 1 |
| Stjarnan    | 11 - 0 | 9 - 0 |       |       |

### Gruppo 8
| Squadra          | Pt | G | V | N | P | GF | GS | DR |
| ---------------- | -- | - | - | - | - | -- | -- | -- |
| BIIK Kazygurt    | 9  | 3 | 3 | 0 | 0 | 6  | 1  | +5 |
| Sporting Lisbona | 6  | 3 | 2 | 0 | 1 | 7  | 3  | +4 |
| MTK Hungária     | 3  | 3 | 1 | 0 | 2 | 2  | 5  | -3 |
| Hajvalia         | 0  | 3 | 0 | 0 | 3 | 1  | 7  | -6 |

|                  | BII   | HAJ   | MTK   | SPO   |
| ---------------- | ----- | ----- | ----- | ----- |
| BIIK Kazygurt    |       | 1 - 0 |       | 2 - 1 |
| Hajvalia         |       |       |       | 1 - 4 |
| MTK Hungária     | 0 - 3 | 2 - 0 |       |       |
| Sporting Lisbona |       |       | 2 - 0 |       |

### Gruppo 9
| Squadra          | Pt | G | V | N | P | GF | GS | DR  |
| ---------------- | -- | - | - | - | - | -- | -- | --- |
| Avaldsnes        | 9  | 3 | 3 | 0 | 0 | 10 | 3  | +7  |
| Spartak Subotica | 6  | 3 | 2 | 0 | 1 | 13 | 3  | +10 |
| Breznica         | 1  | 3 | 0 | 1 | 2 | 3  | 10 | -7  |
| Kiryat Gat       | 1  | 3 | 0 | 1 | 2 | 5  | 15 | -10 |

|                  | AVA   | BRE   | KIR   | SPA   |
| ---------------- | ----- | ----- | ----- | ----- |
| Avaldsnes        |       | 2 - 1 |       | 2 - 0 |
| Breznica         |       |       | 2 - 2 |       |
| Kiryat Gat       | 2 - 6 |       |       |       |
| Spartak Subotica |       | 6 - 0 | 7 - 1 |       |

### Gruppo 10
| Squadra        | Pt | G | V | N | P | GF | GS | DR  |
| -------------- | -- | - | - | - | - | -- | -- | --- |
| PAOK Salonicco | 9  | 3 | 3 | 0 | 0 | 12 | 0  | +12 |
| Vllaznia       | 6  | 3 | 2 | 0 | 1 | 3  | 1  | +2  |
| SFK 2000       | 3  | 3 | 1 | 0 | 2 | 3  | 4  | -1  |
| Bettembourg    | 0  | 3 | 0 | 0 | 3 | 0  | 13 | -13 |

|                | BET   | PAO   | SFK   | VLL   |
| -------------- | ----- | ----- | ----- | ----- |
| Bettembourg    |       |       |       | 0 - 2 |
| PAOK Salonicco | 8 - 0 |       | 3 - 0 |       |
| SFK 2000       | 3 - 0 |       |       | 0 - 1 |
| Vllaznia       |       | 0 - 1 |       |       |

### Raffronto tra le seconde classificate
La migliore tra le seconde classificate si qualifica, insieme alle vincitrici dei gironi, ai sedicesimi di finale. Per determinarne la classifica vengono considerate le partite contro la prima e la terza del gruppo e i criteri per stilare la classifica sono, in ordine di rilevanza, i seguenti:
1. maggior numero di punti ottenuti
2. superiore differenza goal
3. maggior numero di reti segnate
4. miglior punteggio coefficiente club
5. fair play nelle 3 partite del girone

| Pos | Gr | Squadra          | Pt | G | V | N | P | GF | GS | DR |
| --- | -- | ---------------- | -- | - | - | - | - | -- | -- | -- |
| 1.  | 6  | Zurigo           | 4  | 2 | 1 | 1 | 0 | 2  | 1  | +1 |
| 2.  | 9  | Spartak Subotica | 3  | 2 | 1 | 0 | 1 | 6  | 2  | +4 |
| 3.  | 7  | Osijek           | 3  | 2 | 1 | 0 | 1 | 4  | 1  | +3 |
| 4.  | 1  | Konak            | 3  | 2 | 1 | 0 | 1 | 6  | 4  | +2 |
| 5.  | 8  | Sporting Lisbona | 3  | 2 | 1 | 0 | 1 | 3  | 2  | +1 |
| 6.  | 10 | Vllaznia         | 3  | 2 | 1 | 0 | 1 | 1  | 1  | 0  |
| 7.  | 5  | Sturm Graz       | 3  | 2 | 1 | 0 | 1 | 4  | 5  | -1 |
| 8.  | 3  | Standard Liegi   | 3  | 2 | 1 | 0 | 1 | 2  | 3  | -1 |
| 9.  | 2  | Hibernian        | 2  | 2 | 0 | 2 | 0 | 2  | 2  | 0  |
| 10. | 4  | Shelbourne       | 2  | 2 | 0 | 2 | 0 | 0  | 0  | 0  |

## Fase a eliminazione diretta
Alla fase a eliminazione diretta partecipano 32 squadre, di cui 21 squadre qualificate direttamente ai sedicesimi e le 11 squadre qualificatesi dal turno preliminare. Le fasce per il sorteggio vengono composte in base al coefficiente UEFA dei club. Nei sedicesimi e negli ottavi di finale non possono essere accoppiate squadre dello stesso Paese. In questa fase le squadre si affrontano in partite di andata e ritorno, eccetto che nella finale.
Teste di serie:
- Olympique Lione (111,400) (DT)
- Wolfsburg (129,380)
- Rosengård (83,295)
- Barcellona (68,520)
- Fortuna Hjørring (54,705)
- Bayern Monaco (48,380)
- Brøndby (47,705)
- Zurigo (43,890)
- Rossijanka (37,715)
- Manchester City (36,490)
- Glasgow City (34,580)
- Zvezda 2005 Perm' (33,715)
- Brescia (33,210)
- Slavia Praga (31,890)
- Sparta Praga (31,890)
- Linköping (30,295)

Non teste di serie:
- Chelsea (29,490)
- Montpellier (26,400)
- LSK Kvinner (26,075)
- BIIK Kazygurt (24,930)
- Apollon Limassol (23,940)
- St. Pölten (21,240)
- Atletico Madrid (20,520)
- Olimpia Cluj (19,950)
- Medyk Konin (19,600)
- Gintra Universitetas (15,960)
- Stjarnan (15,610)
- Fiorentina (12,210)
- Avaldsnes (12,075)
- Minsk (10,800)
- PAOK Salonicco (10,305)
- Ajax (8,250)

### Sedicesimi di finale
Il sorteggio degli accoppiamenti per i sedicesimi di finale si è tenuto a Nyon il 1º settembre 2017. L'andata si disputa il 4-5 ottobre 2017, mentre il ritorno si disputa l'11-12 ottobre 2017.
| Squadra 1            | Totale      | Squadra 2         | Andata | Ritorno |
| -------------------- | ----------- | ----------------- | ------ | ------- |
| Stjarnan             | 5 - 1       | Rossijanka        | 1 - 1  | 4 - 0   |
| Fiorentina           | 2 - 1       | Fortuna Hjørring  | 2 - 1  | 0 - 0   |
| Apollōn Lemesou      | 0 - 4       | Linköping         | 0 - 1  | 0 - 3   |
| Montpellier          | 2 - 1       | Zvezda 2005 Perm' | 0 - 1  | 2 - 0   |
| BIIK Kazygurt        | 4 - 4 (gfc) | Glasgow City      | 3 - 0  | 1 - 4   |
| Gintra Universitetas | 3 - 2       | Zurigo            | 1 - 1  | 2 - 1   |
| Atlético Madrid      | 2 - 15      | Wolfsburg         | 0 - 3  | 2 - 12  |
| LSK Kvinner          | 3 - 1       | Brøndby           | 0 - 0  | 3 - 1   |
| Ajax                 | 1 - 2       | Brescia           | 1 - 0  | 0 - 2   |
| St. Pölten           | 0 - 6       | Manchester City   | 0 - 3  | 0 - 3   |
| Chelsea              | 2 - 2 (gfc) | Bayern Monaco     | 1 - 0  | 1 - 2   |
| Minsk                | 4 - 7       | Slavia Praga      | 1 - 3  | 3 - 4   |
| Medyk Konin          | 0 - 14      | Olympique Lione   | 0 - 5  | 0 - 9   |
| PAOK Salonicco       | 0 - 8       | Sparta Praga      | 0 - 5  | 0 - 3   |
| Olimpia Cluj-Napoca  | 0 - 5       | Rosengård         | 0 - 1  | 0 - 4   |
| Avaldsnes            | 0 - 6       | Barcellona        | 0 - 4  | 0 - 2   |

### Ottavi di finale
Il sorteggio degli accoppiamenti per gli ottavi di finale si è tenuto a Nyon il 16 ottobre 2017. L'andata si è disputata l'8 e il 9 novembre 2017, mentre il ritorno si è disputato il 15 e il 16 novembre 2017.
| Squadra 1            | Totale | Squadra 2       | Andata | Ritorno |
| -------------------- | ------ | --------------- | ------ | ------- |
| Sparta Praga         | 1 - 4  | Linköping       | 1 - 1  | 0 - 3   |
| Gintra Universitetas | 0 - 9  | Barcellona      | 0 - 6  | 0 - 3   |
| Chelsea              | 4 - 0  | Rosengård       | 3 - 0  | 1 - 0   |
| LSK Kvinner          | 1 - 7  | Manchester City | 0 - 5  | 1 - 2   |
| Brescia              | 2 - 9  | Montpellier     | 2 - 3  | 0 - 6   |
| BIIK Kazygurt        | 0 - 16 | Olympique Lione | 0 - 7  | 0 - 9   |
| Fiorentina           | 3 - 7  | Wolfsburg       | 0 - 4  | 3 - 3   |
| Stjarnan             | 1 - 2  | Slavia Praga    | 1 - 2  | 0 - 0   |

### Quarti di finale
Il sorteggio degli accoppiamenti per i quarti di finale si è tenuto a Nyon il 24 novembre 2017. Le gare di andata si sono disputate il 21-22 marzo 2018, mentre le gare di ritorno si sono disputate il 28 marzo 2018.
| Squadra 1       | Totale | Squadra 2    | Andata | Ritorno |
| --------------- | ------ | ------------ | ------ | ------- |
| Montpellier     | 1 - 5  | Chelsea      | 0 - 2  | 1 - 3   |
| Wolfsburg       | 6 - 1  | Slavia Praga | 5 - 0  | 1 - 1   |
| Manchester City | 7 - 3  | Linköping    | 2 - 0  | 5 - 3   |
| Olympique Lione | 3 - 1  | Barcellona   | 2 - 1  | 1 - 0   |

### Semifinali
Il sorteggio degli accoppiamenti per le semifinali si è tenuto a Nyon il 24 novembre 2017. Le gare di andata si sono disputate il 22 aprile 2018, mentre le gare di ritorno si sono disputate il 29 aprile 2018.
| Squadra 1       | Totale | Squadra 2       | Andata | Ritorno |
| --------------- | ------ | --------------- | ------ | ------- |
| Chelsea         | 1 - 5  | Wolfsburg       | 1 - 3  | 0 - 2   |
| Manchester City | 0 - 1  | Olympique Lione | 0 - 0  | 0 - 1   |

### Finale
| Arbitro: | Jana Adámková |

|            |           |                                                   |
| Harder 93’ | Marcatori | 98’ Henry 99’ Le Sommer 103’ Hegerberg 116’ Abily |

## Statistiche
Il titolo di capocannoniere del torneo è nuovamente concesso alla giocatrice con il maggior numero di gol segnati nella fase di qualificazione e in quella ad eliminazione diretta.

### Classifica marcatori
| Gol |  | Minuti giocati | Giocatore                | Squadra              |
| --- |  | -------------- | ------------------------ | -------------------- |
| 15  |  |                | Ada Hegerberg            | Olympique Lione      |
| 8   |  |                | Pernille Harder          | Wolfsburg            |
| 7   |  |                | Katrín Ásbjörnsdóttir    | Stjarnan             |
| 6   |  |                | Camille Abily            | Olympique Lione      |
| 6   |  |                | Zenatha Coleman          | Gintra Universitetas |
| 6   |  |                | Sara Björk Gunnarsdóttir | Wolfsburg            |
| 6   |  |                | Kader Hançar             | Konak                |
| 6   |  |                | Tamila Khimich           | FK Minsk             |
| 5   |  |                | Rosella Ayane            | Apollōn Lemesou      |
| 5   |  |                | Donna-Kay Henry          | Stjarnan             |
| 5   |  |                | Kateřina Svitková        | Slavia Praga         |

### Classifica assist
| Assist | Minuti giocati | Giocatore              | Squadra         |
| ------ | -------------- | ---------------------- | --------------- |
| 6      |                | Pernille Harder        | Wolfsburg       |
| 6      |                | Alexandra Popp         | Wolfsburg       |
| 6      |                | Shanice van de Sanden  | Olympique Lione |
| 5      |                | Camille Abily          | Olympique Lione |
| 5      |                | Caroline Graham Hansen | Wolfsburg       |
| 5      |                | Alyssa Lagonia         | Apollōn Lemesou |
| 5      |                | Amel Majri             | Olympique Lione |